# Hexabranchus sanguineus
La ballerina spagnola (Hexabranchus sanguineus (Rüppell & Leuckart, 1828) è un mollusco nudibranchio della famiglia Hexabranchidae.
Il nome italiano deriva dal modo di muoversi; se disturbato infatti si allontana fluttuando elegantemente tramite delle contrazioni dei muscoli dorso-ventrali e muovendo il mantello. Questa specie può anche sopravvivere sulla superficie terrestre per un lungo periodo di tempo trattenendo l’acqua all’interno del proprio corpo

## Descrizione
È uno dei nudibranchi più grandi al mondo: può infatti raggiungere i 60 cm di lunghezza. Dispone di sei branchie che possono essere ritratte in 6 tasche separate e di una coppia di rinofori, tentacoli chemiosensoriali disposti sulla parte anteriore ai lati della bocca. Di colore variabile dal giallo intenso (coste delle Tanzania), rosso o arancio maculato (Oceano Indiano) e rosso (Mar Rosso).

## Biologia

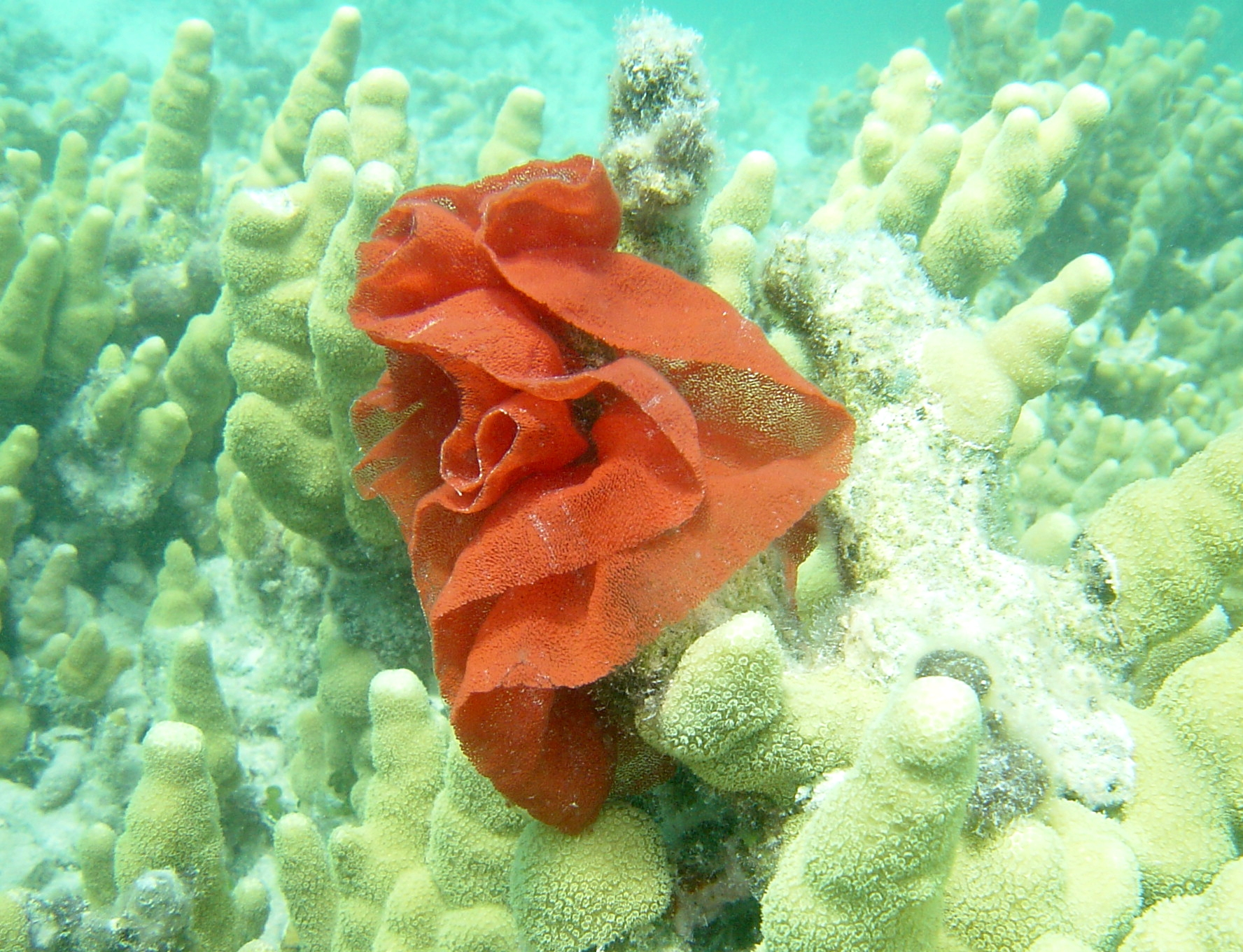
Ovatura

### Alimentazione
Si nutre di spugne marine (generi Callyspongia, Cliona, Halichondria, Leucetta, Pachastrella, Paraesperella, Petrosia), di tunicati, foraminiferi, anellidi, altri molluschi gasteropodi ed echinodermi.

### Riproduzione
L'ovatura della ballerina spagnola è molto particolare; le uova, di colore rosso, vengono deposte in forma di nastro gelatinoso avvolto in morbide spire concentriche. L'ovatura è difesa da sostanze velenose a base di acido solforico.

### Ecologia
È spesso accompagnata da un organismo simbiotico, un gamberetto della specie Periclimenes imperator. Il gamberetto si nutre del muco che si deposita sulle branchie del nudibranco.

## Distribuzione e habitat
Vive nel Mar Rosso, nell'Oceano Indiano e nella fascia tropicale dell'Oceano Pacifico. Nel mediterraneo sono state avvistate probabilmente altre specie, Aplysia fasciata e Aplysia deplians oppure la Aplysia dactylonema, specie aliena di origine atlantica che appartengono anche a due ordini differenti. In questi casi è nota con il nome di Lepre di Mare, diffusissima con questo nome in tutto il mediterraneo. Si differenzia dalla Ballerina Spagnola dei Mari caldi per il colore tendente al marrone e non al rosso.